# Спрінг-Веллі (округ Лейк, Каліфорнія)
Спрінг-Веллі (англ. Spring Valley) — переписна місцевість (CDP) в США, в окрузі Лейк штату Каліфорнія. Населення — 964 особи (2020).

## Географія
Спрінг-Веллі розташований за координатами 39°4′34″ пн. ш. 122°35′4″ зх. д. / 39.07611° пн. ш. 122.58444° зх. д. (39.076053, -122.584512).  За даними Бюро перепису населення США в 2010 році переписна місцевість мала площу 12,88 км², з яких 12,78 км² — суходіл та 0,10 км² — водойми.

## Демографія
Згідно з переписом 2010 року, у селищі мешкало 845 осіб у 361 домогосподарстві у складі 254 родин. Густота населення становила 66 осіб/км².  Було 442 помешкання (34/км²).
Расовий склад населення:
| - 90,7 % — білих - 1,8 % — чорних або афроамериканців - 1,2 % — корінних американців - 0,7 % — азіатів - 0,4 % — вихідців з тихоокеанських островів - 2,8 % — осіб інших рас |

До двох чи більше рас належало 2,5 %. Частка іспаномовних становила 8,4 % від усіх жителів.
За віковим діапазоном населення розподілялося таким чином: 14,8 % — особи молодші 18 років, 61,9 % — особи у віці 18—64 років, 23,3 % — особи у віці 65 років та старші. Медіана віку мешканця становила 51,9 року. На 100 осіб жіночої статі у селищі припадало 106,6 чоловіків;  на 100 жінок у віці від 18 років та старших — 107,5 чоловіків також старших 18 років.
Середній дохід на одне домашнє господарство  становив 40 211 долар США (медіана — 25 750), а середній дохід на одну сім'ю — 47 602 долари (медіана — 32 000). За межею бідності перебувало 31,4 % осіб, у тому числі 29,6 % дітей у віці до 18 років та 3,2 % осіб у віці 65 років та старших.
Цивільне працевлаштоване населення становило 213 особи. Основні галузі зайнятості: освіта, охорона здоров'я та соціальна допомога — 59,6 %, оптова торгівля — 10,8 %, роздрібна торгівля — 8,0 %, публічна адміністрація — 8,0 %.